# Medelpad
Medelpad è una provincia storica (landskap) della Svezia centro-orientale. Confina con le province di Hälsingland, Härjedalen, Jämtland e Ångermanland e si affaccia al mare, a est, sul golfo di Botnia.
Sundsvall è il centro abitato più popolato (circa 95 000 abitanti) e l'unico insediamento urbano della provincia che possiede lo status di città, che ha ottenuto nel 1624.